# Territoire de l'Oregon
1848–1859
Entités précédentes :
- Oregon Country

Entités suivantes :
- Oregon
- Territoire de Washington

Le territoire de l'Oregon (en anglais : Oregon Territory) est le nom donné à l'Oregon Country revendiqué à la fois par les États-Unis et le Royaume-Uni, puis au territoire organisé incorporé des États-Unis de 1848 à 1859.

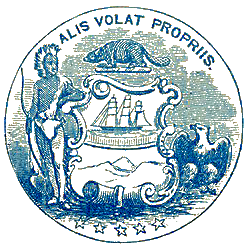
Sceau du territoire de l'Oregon.

À la suite de la signature du traité de l'Oregon en 1846 qui fixait une grande partie de la frontière américano-canadienne dans cette région sur le 49e parallèle nord, le territoire de l'Oregon fut officiellement organisé dès le 14 août 1848, par une Organic Act (en) (loi organique) votée par le Congrès le situant au sud de cette frontière. Il comprenait à l'origine tous les territoires situé à l'ouest du Continental Divide : les États actuels de l'Idaho, Oregon et Washington, ainsi que les parties occidentales du Montana et du Wyoming.
La première capitale territoriale fut établie à Oregon City, avant d'être déplacée à Salem en 1851.
En 1853, la portion du territoire située au nord du cours inférieur du fleuve Columbia et au sud du 49e parallèle en fut détaché pour constituer le territoire de Washington.
Le 14 février 1859, l'Oregon fait son entrée dans ses frontières actuelles, en tant qu'État de l'Union. La portion orientale restante de l'ancien territoire de l'Oregon, située au-delà de la Snake River et au 117e méridien (le sud de l'Idaho et l'ouest du Wyoming) furent rattachées au territoire de Washington.

## Évolution du territoire à partir de 1853

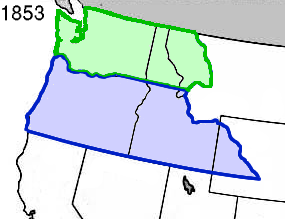
Le territoire de l'Oregon (bleu) et le territoire de Washington (vert) en 1853.
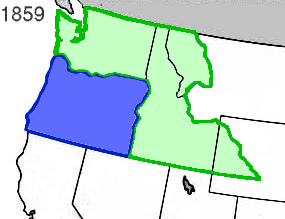
L'État de l'Oregon (bleu) et le territoire de Washington (vert) en 1859.